# Endesa Termic

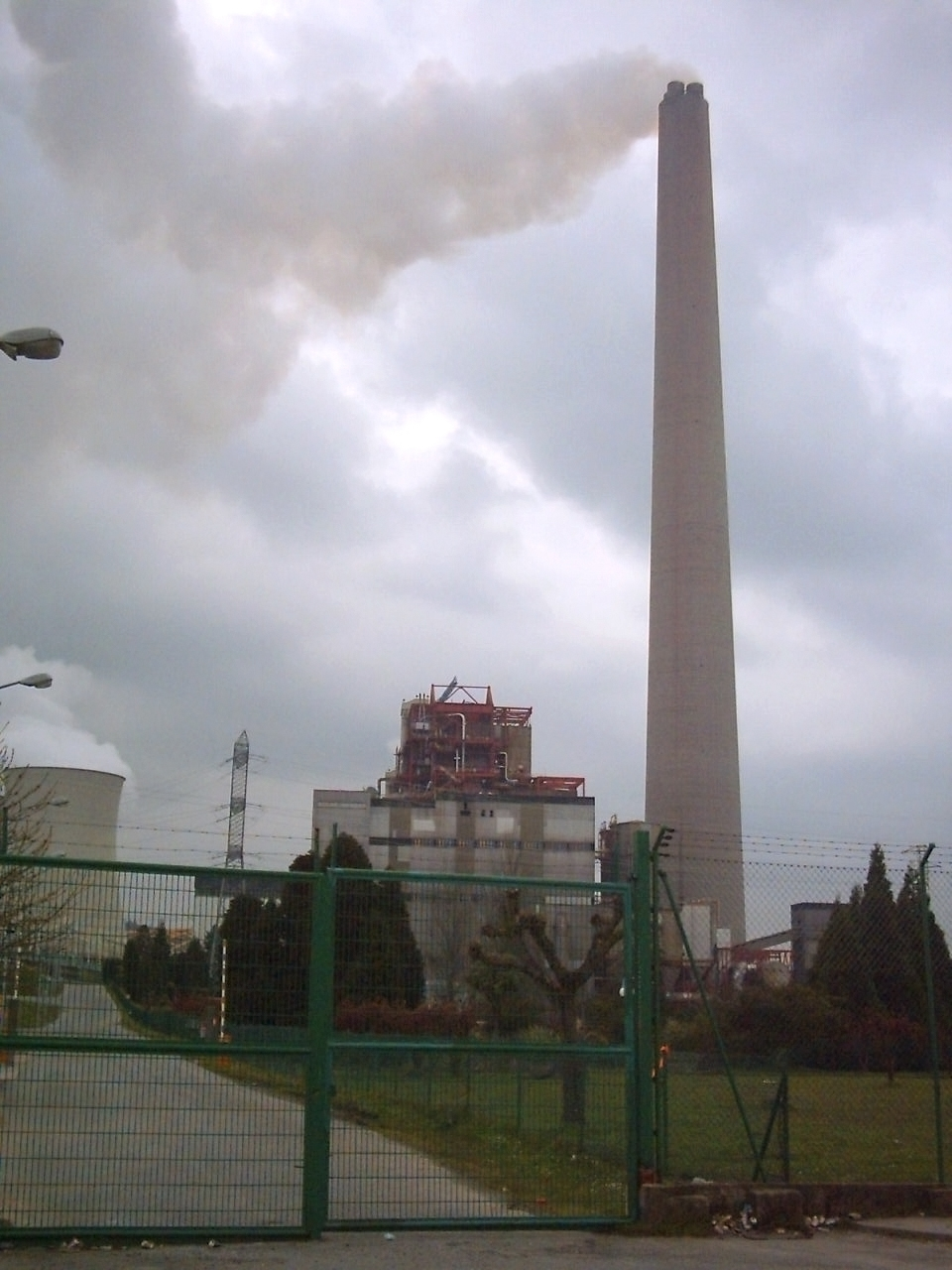
Endesa Termic

Endesa Termic – 356-metrowy komin należący do elektrowni cieplnej i znajdujący się na przedmieściach Ferrol w Galicji w północno-zachodniej Hiszpanii. Został zbudowany w 1974 roku, jest drugim co do wysokości kominem w Europie (po  kominie w Trbovlje) i jednym z najwyższych na świecie.